# Amaterasu Patera

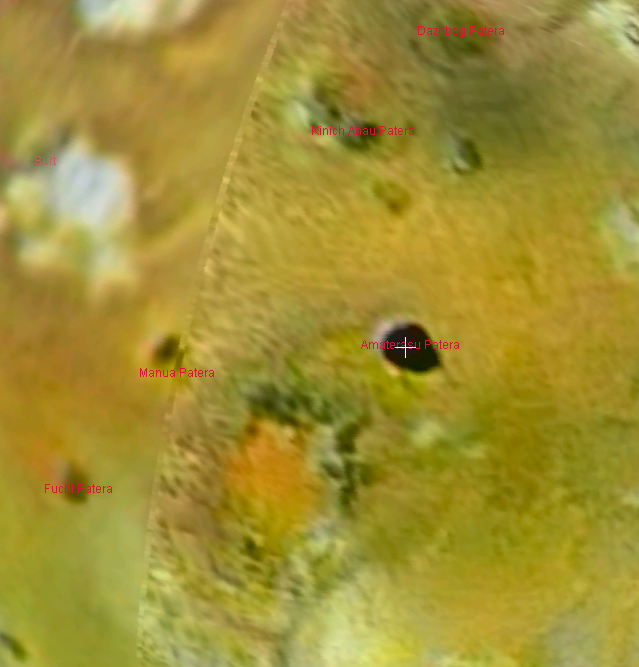
Localización de Amaterasu Patera

Amaterasu Patera es un cráter irregular de Ío, una de las lunas de Júpiter. El 5 de marzo de 1979 se estimó que la temperatura de la zona era de 281 grados K.
Es uno de los puntos geológicos más oscuros del satélite, el cual se fue oscureciendo mucho antes del paso orbital de la sonda Galileo por el planeta. La medida de su espectro termal ayuda a establecer una anticorrelación entre el albedo y los puntos calientes de Ío.
El cráter recibe el nombre de la diosa japonesa: Amaterasu.
Al norte se encuentran Kinich Ahau Patera y Dazhbog Patera, y al oeste Manua Patera y Fuchi Patera.